# Lahcen Bellimam
Lahcen Bellimam (19. rujna 1989.) je marokanski rukometaš. Nastupa za francuski klub Élite Val d'Oise Handball i marokansku reprezentaciju.
Natjecao se na Svjetskom prvenstvu u Egiptu 2021., gdje je reprezentacija Maroka završila na 29. mjestu.